# Thomas Edward Manley Chew
Pour les articles homonymes, voir Chew.
Thomas Edward Manley Chew (11 août 1874-17 décembre 1928) est un homme politique canadien de l'Ontario. Il est député fédéral libéral de la circonscription ontarienne de Simcoe-Est de 1908 à 1911 et de 1921 à 1925.

## Biographie
Né à Rugby (en) en Ontario, Chew étudie à Midland et à Toronto.
Élu en 1908, il est défait en 1911. À nouveau défait en 1917, il parvient à reprendre la circonscription en 1921. Il n'effectue encore qu'un seul mandat, car il est défait en 1925.
Il meurt à Preston Spring (en) à l'âge de 54 ans.